# Ceratostema lanigera
Ceratostema lanigera är en ljungväxtart som först beskrevs av Hermann Sleumer, och fick sitt nu gällande namn av J.L. Luteyn. Ceratostema lanigera ingår i släktet Ceratostema och familjen ljungväxter. Inga underarter finns listade i Catalogue of Life.